# Bill Hodges
William Oscar Hodges, detto Bill (Zionsville, 9 marzo 1943), è un allenatore di pallacanestro statunitense.

## Carriera
Ha raggiunto la finale del Campionato NCAA 1979 con gli Indiana State Sycamores (miglior risultato nella storia della squadra). Nello stesso anno è stato insignito con l'Associated Press College Basketball Coach of the Year e l'UPI College Basketball Coach of the Year-

## Palmarès
- Associated Press College Basketball Coach of the Year (1979)
- UPI College Basketball Coach of the Year (1979)